# Ceratomia hageni
Ceratomia hageni is een vlinder uit de familie van de pijlstaarten (Sphingidae). De wetenschappelijke naam van de soort werd in 1874 gepubliceerd door Augustus Radcliffe Grote.